# (3829) Gunma
(3829) Gunma es un asteroide perteneciente al cinturón de asteroides, descubierto el 10 de marzo de 1988 por Takuo Kojima desde la Estación Chiyoda, Japón.

## Designación y nombre
Designado provisionalmente como 1988 EM. Fue nombrado Gunma en homenaje a la Prefectura de Gunma donde vive el descubridor.